# Liên minh Phiến lam Trung Quốc
Liên minh Phiếm lam Trung Quốc (giản thể: 中国泛蓝联盟; phồn thể: 中國泛藍聯盟), tên quốc tế là Liên minh Trung Hoa Dân quốc (tiếng Anh: Union of Chinese Nationalists) viết tắt là "UOCN", là một tổ chức chính trị ngầm tại Cộng hòa Nhân dân Trung Hoa, ủng hộ tư tưởng của Quốc dân Đảng và chủ trương của Liên minh Phiến lam tại Trung Hoa Dân Quốc (Đài Loan). Theo như trang web của tổ chức, tổ chức hướng đến Dân chủ tự do và Chủ nghĩa Tam Dân, chống Cộng sản và phản đối Đài Loan độc lập. Tổ chức khởi nguồn từ một diễn đàn mạng vào tháng tư năm 2004.
Trong một bảng tin truyền hình năm 2007, phát ngôn viên Văn phòng Sự vụ Đài Loan thuộc chính phủ Trung Quốc, đã tuyên bố tổ chức này là "bất hợp pháp và thiếu xác thực", và "không hề liên quan đến Quốc dân Đảng tại Đài Loan".